# Lene Andersen (oversætter)
 For alternative betydninger, se Lene Andersen. (Se også artikler, som begynder med Lene Andersen)
Lene Andersen (Født 1940) er præst og oversætter af antikke skrifter.

## Oversættelser
- Theogonien, Værker og dage, Skjoldet – af Hesiod første gang 1973. Reviderede udgaver 1977, 1979 og 1998.
- Medoversætter af Ny Testamente i 1992
- Medoversætter af De Gammeltestamentlige Apokryfer i 1998